# Divize E 1997/1998
V soubojích 7. ročníku Moravskoslezské divize E 1997/98 (jedna ze skupin 4. fotbalové ligy) se utkalo 16 týmů každý s každým dvoukolovým systémem podzim–jaro. Tento ročník začal v srpnu 1997 a skončil v červnu 1998.

## Nové týmy v sezoně 1997/98
- Z MSFL 1996/97 sestoupilo do Divize E mužstvo TJ ŽD Bohumín.
- Mužstvo SK Železárny Třinec „B“ se v této sezoně spojilo s TJ Bystřice nad Olší.
- Mužstvo TJ Slezan Frýdek-Místek po sezoně 1996/97 zaniklo sloučením pod FK VP Frýdek-Místek, jeho místo v této sezoně zaujalo mužstvo FK VP Frýdek-Místek „B“.
- Ze Slezského župního přeboru 1996/97 postoupilo vítězné mužstvo SK Rapid Muglinov.[1]
- Z Hanáckého župního přeboru 1996/97 postoupilo vítězné mužstvo AFK Chropyně.[1]

## Konečná tabulka
Zdroj: 
| Poř. | Tým                        | Z  | V  | R  | P  | VG | OG | B  |
| ---- | -------------------------- | -- | -- | -- | -- | -- | -- | -- |
| 1.   | FC Dukla Sekopt Hranice    | 30 | 19 | 9  | 2  | 77 | 32 | 66 |
| 2.   | FK Holice 1932             | 30 | 20 | 4  | 6  | 83 | 39 | 64 |
| 3.   | SK Rapid Muglinov (N)      | 30 | 16 | 8  | 6  | 70 | 42 | 56 |
| 4.   | SK UNO Zábřeh-Zvole        | 30 | 13 | 5  | 12 | 50 | 43 | 44 |
| 5.   | TJ Nový Jičín              | 30 | 10 | 12 | 8  | 48 | 37 | 42 |
| 6.   | TJ Bystřice nad Olší       | 30 | 11 | 8  | 11 | 45 | 54 | 41 |
| 7.   | FC Karviná „B“             | 30 | 10 | 8  | 12 | 44 | 44 | 38 |
| 8.   | TJ Valašské Meziříčí       | 30 | 10 | 8  | 12 | 56 | 56 | 38 |
| 9.   | FK VP Frýdek-Místek „B“    | 30 | 10 | 8  | 12 | 41 | 47 | 38 |
| 10.  | TJ Šumperk                 | 30 | 10 | 8  | 12 | 45 | 54 | 38 |
| 11.  | AFK Chropyně (N)           | 30 | 10 | 7  | 13 | 35 | 46 | 37 |
| 12.  | FK Baník Albrechtice       | 30 | 8  | 11 | 11 | 41 | 47 | 35 |
| 13.  | FK ARTEP Město Albrechtice | 30 | 9  | 6  | 15 | 43 | 66 | 33 |
| 14.  | SK Hanácká Slavia Kroměříž | 30 | 8  | 8  | 14 | 49 | 55 | 32 |
| 15.  | FC Slavoj Bruntál          | 30 | 9  | 5  | 16 | 43 | 76 | 32 |
| 16.  | TJ ŽD Bohumín (S)          | 30 | 8  | 3  | 19 | 42 | 74 | 27 |

Poznámky:
- Z = Odehrané zápasy; V = Vítězství; R = Remízy; P = Prohry; VG = Vstřelené góly; OG = Obdržené góly; B = Body; (S) = Mužstvo sestoupivší z vyšší soutěže; (N) = Mužstvo postoupivší z nižší soutěže (nováček)
- O pořadí na 7. až 10. místě rozhodla minitabulka vzájemných zápasů: Karviná B – Val. Meziříčí 1:0, Karviná B – Frýdek-Místek B 1:0, Karviná B – Šumperk 2:0, Val. Meziříčí – Karviná B 2:2, Val. Meziříčí – Frýdek-Místek B 3:3, Val. Meziříčí – Šumperk 5:0, Frýdek-Místek B – Karviná B 1:0, Frýdek-Místek B – Val. Meziříčí 3:2, Frýdek-Místek B – Šumperk 0:1, Šumperk – Karviná B 1:2, Šumperk – Val. Meziříčí 1:2, Šumperk – Frýdek-Místek B 5:0[2]

| Poř. | Tým                     | Z | V | R | P | VG | OG | B  |
| ---- | ----------------------- | - | - | - | - | -- | -- | -- |
| 7.   | FC Karviná „B“          | 6 | 4 | 1 | 1 | 8  | 4  | 13 |
| 8.   | TJ Valašské Meziříčí    | 6 | 2 | 2 | 2 | 14 | 10 | 8  |
| 9.   | FK VP Frýdek-Místek „B“ | 6 | 2 | 1 | 3 | 7  | 12 | 7  |
| 10.  | TJ Šumperk              | 6 | 2 | 0 | 4 | 8  | 11 | 6  |

- O pořadí na 14. a 15. místě rozhodla bilance vzájemných zápasů: Kroměříž – Bruntál 5:1, Bruntál – Kroměříž 3:1[2]

|  | Postup do MSFL 1998/99                      |
|  | Sestup do Slezského župního přeboru 1998/99 |
|  | Sestup do Hanáckého župního přeboru 1998/99 |